# Ryszard Gajewski
Ryszard Gajewski (* 5. října 1954) je polský horolezec. Působí jako záchranář, horský vůdce, horolezecký instruktor a horolezec. Má za sebou výpravy do And, Pamíru a Himálají. Účastnil se úspěšné zimní expedice na Mount Everest, sám se však na vrchol nepodíval. Vytvořil nové cesty na Mount Everestu a na Annapurně, ale na vrchol se ani v jednom případě nedostal. V roce 1984 uskutečnil s Maciejem Berbekou první zimní výstup na Manáslu a o dva roky později vytvořil novou cestu na Čo Oju, kde byl jeho spolulezcem Maciej Pawlikowski. Roku 2008 vedl výpravu na Dhaulágirí ke 100. výročí založení Tatranské horské služby. V následujícím roce byl oceněn zlatým křížem za zásluhy. Toto ocenění získal za mimořádný přínos k rozvoji horské služby, za odvahu a obětavost při záchranných akcích.

## Úspěšné výstupy na osmitisícovky
- 1984 Manáslu (8162 m)
- 1986 Čo Oju (8201 m)